# Valentin Vilhelm Hartvig Huitfeldt
Valentin Vilhelm Hartvig Huitfeldt (30. april 1719 på Elingård – 20. november 1792) var en dansk-norsk officer og godsejer. Han blev generalmajor, kammerherre og hvid ridder.
Han var søn af general Henrik Jørgen Huitfeldt og Birgitte Christine Kaas. I modsætning til sin far tjenestegjorde Huitfeldt ved en række forskellige regimenter. Han begyndte sin militære løbebane som fænrik ved Det Gevorbne Infanteriregiment i 1736, og blev året efter sekondløjtnant ved dette. Fra 1739 tjenstgjorde han ved Livgarden til Fods i København. I 1744 blev han kaptajn ved 2. Smålenske Nationale Regiment, og i 1749 igen forflyttet til København. I 1753 fik han majors karakter ved Det Gevorbne Infanteriregiment og fik 1759 oberstløjtnants karakter ved samme regiment. I 1761 blev han sekond-oberstløjtnant ved sin fars gamle afdeling, 1. Smålenske Infanteriregiment. I 1765 blev han virkelig oberstløjtnant, og i 1769 oberst og chef for 1. Bergenhuske Nationale Infanteriregiment. Samtidig blev han også kammerherre. I 1772 blev han forflyttet til 2. Akershuske Infanteriregiment og fik i 1777 generalmajors grad. I 1782 blev Huitfeldt hvid ridder.
Huitfeldt nød lenge anseelse som en dygtig og særdeles ærekær officer. I 1764 udtaler hans daværende regimentschef, generalmajor Claus Jørgen Schnell, om ham: "Sein Vater ist Generallieutnant und Chef des Isten Smaalehnschen Regiments gewesen. Ist von Persohn beherzt, munter und dabey facil. Seine Conduite ist bedachtsam und zu rechter Zeit resolvirt. Er liebet den Dienst und ist zu denselben vollkommen geschickt. Seine Aufführung ist wohl anständig, sein Wesen freundlich, gesetzt und ganz militair. Sein Endzweck und Augemark ist die Ehre. Die Umstände seiner Haushaltungs-Geschäfte aber sind in einiger Unordnung, und mit Schulden behaftet."
Denne "uorden og gæld" skulle komme til at afslutte Huitfeldts karriere. Allerede fra sin ungdom var han vant til at leve på en stor fod. Da han sammen med sin bror tjenestegjorde i København, gik de således under navnet «de norske prinser» på grund af deres flotte vaner. Huitfeldts indtægter tillod ikke i længden denne levevis, og han måtte gravist afhænde sine ejendomme. I 1778 måtte Huitfeldt således sælge sin herregård Elinggård. Hans efterkommer, norsk rigsarkivar H.J. Huitfeldt-Kaas, har sammenlignet situationen med "den reisende, som etterhånden utkaster det ene barn etter det andre til de forfølgende ulve." Efter at være blevet anmeldt af en fordrukken og ondskabsfuld kollega blev han i 1788 stillet for en krigsret og afskediget for at have modtaget "skænk og gave".
Huitfeldt ægtede i 1755 Ingeborg Kirstine Reiehwein og fik med henne 8 børn. Han døde 20. november 1792 og blev bisat i familiens gravkapel i Hurum Kirke.
Oslo Militære Samfund har et portrætmaleri af Huitfeldt.